# Pavlišovský řízek

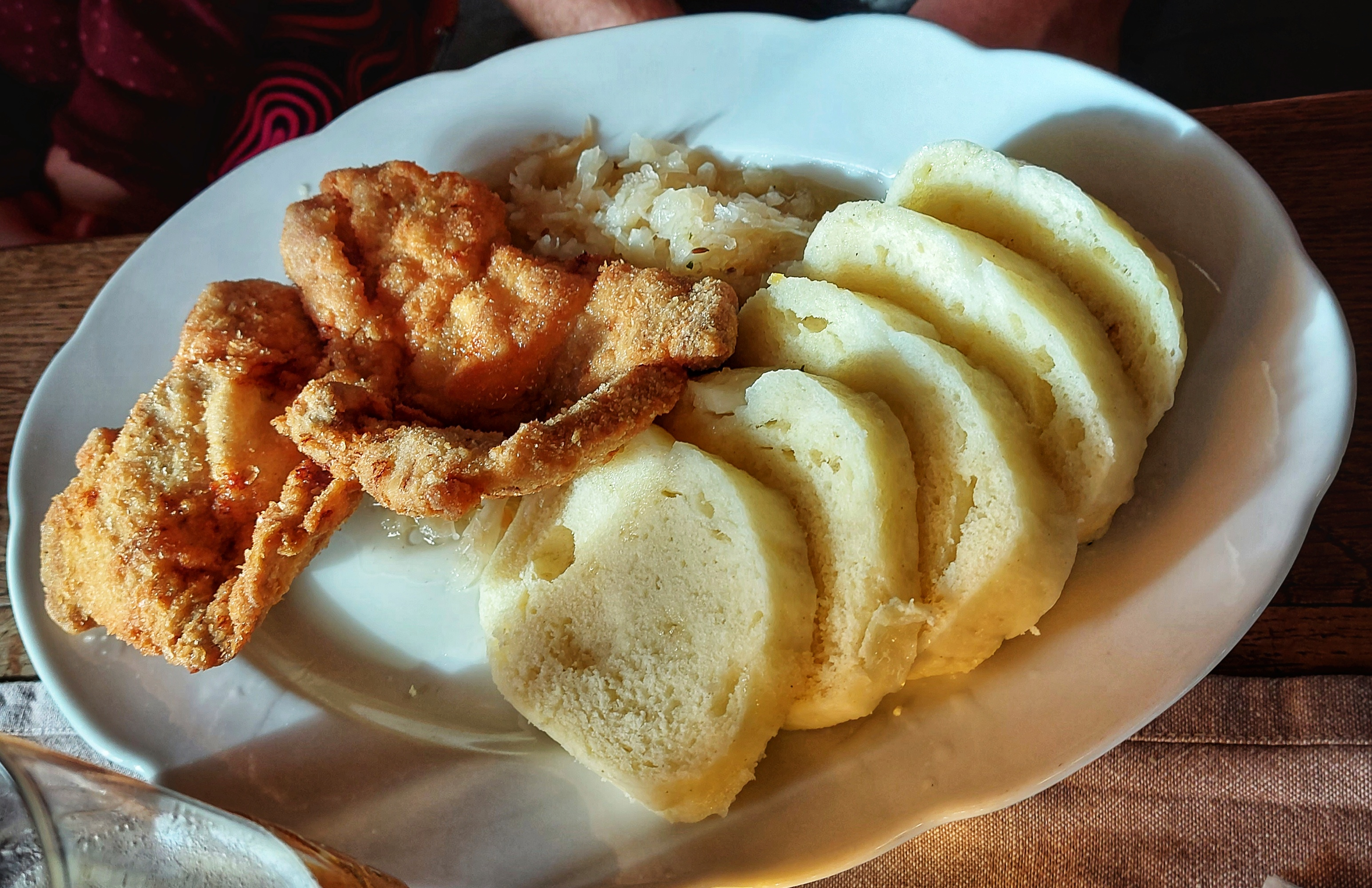
Pavlišovský řízek

Pavlišovský řízek (též úpický řízek, řízek Pavlišov, Pavlišák, případně řízko, knedlo, zelo) je pokrm české kuchyně tvořený klasickým smaženým vepřovým řízkem v trojobalu s dušeným kysaným zelím a omaštěným houskovým knedlíkem. Někdy se kombinuje i s knedlíkem bramborovým, případně osmaženou cibulkou, máslem či vypečenou šťávou z masa. Připravuje a konzumuje se zejména v severovýchodních Čechách – v Podkrkonoší (na Trutnovsku a Náchodsku). Jméno dostal podle vesnice Pavlišov, případně je nazýván podle Úpice. Obě sídla vedou spor o původ tohoto pokrmu. Celé jídlo je považováno za neobvyklou kombinaci.

## Původ
Původ tohoto pokrmu není přesně znám, objevuje se několik teorií:
- Řízek se zelím a knedlíkem připravovaly v 30. letech 20. století ženy mužům pracujícím na stavbě opevnění v pohraničí.
- Neobvyklou kombinaci zvolila z důvodu nedostatku surovin kuchařka hostince U Kaválků v Pavlišově.
- Takto upravovaný řízek vyžadovali němečtí obchodníci procházející územím, a to již v 18. století.